# Paskalamm (Rättviks socken, Dalarna)
Paskalamm är en sjö i Rättviks kommun i Dalarna och ingår i Ljusnans huvudavrinningsområde.